# Myrianthus holstii
Myrianthus holstii är en nässelväxtart som beskrevs av Adolf Engler. Myrianthus holstii ingår i släktet Myrianthus och familjen nässelväxter. Inga underarter finns listade i Catalogue of Life.